# Pseudoamerioppia floralis
Pseudoamerioppia floralis är en kvalsterart som först beskrevs av Ohkubo 1990.  Pseudoamerioppia floralis ingår i släktet Pseudoamerioppia och familjen Oppiidae. Inga underarter finns listade i Catalogue of Life.